# Закамење
Закамење (слч. Zákamenné) насељено је мјесто са административним статусом сеоске општине (слч. obec) у округу Наместово, у Жилинском крају, Словачка Република.

## Становништво
| Година:    | 1994. | 2004.    | 2014.   | 2024.   |
| ---------- | ----- | -------- | ------- | ------- |
| Број људи: | 4456  | 4962     | 5355    | 5694    |
| Разлика:   |       | +11,35 % | +7,92 % | +6,33 % |

| Година:    | 2023. | 2024.   |
| ---------- | ----- | ------- |
| Број људи: | 5687  | 5694    |
| Разлика:   |       | +0,12 % |

Према подацима о броју становника из 2024. године насеље је имало 5694 становника.